# Dziewczyna z pomarańczami
Dziewczyna z pomarańczami (tytuł oryg. Appelsinpiken) – powieść norweskiego pisarza Josteina Gaardera wydana w 2003 roku.
Przekład polski Iwony Zimnickiej ukazał się w 2004 nakładem wydawnictwa Jacek Santorski & Co Agencja Wydawnicza.
Głównym bohaterem jest 15-letni chłopiec Georg. Otrzymuje on list, który pozostawił jego zmarły 11 lat wcześniej ojciec, Jan Olav, by syn go przeczytał, gdy dorośnie. List opowiada historię miłości ojca chłopca do tajemniczej "Dziewczyny z Pomarańczami". Dziewczyna pojawia się w jego życiu zupełnie przypadkowo, spotkana w tramwaju – odtąd Jan nie może już o niej zapomnieć. Lektura listu, zgodnie z zamierzeniem ojca, stawia przed chłopcem pytania o sens życia i śmierci, na które ten stara się dojrzale odpowiedzieć.
W 2008 roku w koprodukcji norwesko-niemiecko-hiszpańskiej powstała ekranizacja powieści w reżyserii Evy Dahr. Film miał premierę w Norwegii 27 lutego 2009.